# Anisographe euryscopa
Anisographe euryscopa är en fjärilsart som beskrevs av Oswald Beltram Lower 1905. Anisographe euryscopa ingår i släktet Anisographe och familjen mätare. Inga underarter finns listade i Catalogue of Life.